# ایگوایی
ایگوایی (به پرتغالی: Iguaí) یک منطقهٔ مسکونی در برزیل است که در باهیا واقع شده‌است. ایگوایی ۲۶٬۹۶۳ نفر جمعیت دارد.